# بني سملولة (تاسيفت)
بني سملولة هي إحدى مشيخات المملكة المغربية، تتبع جغرافيا لإقليم شفشاون وإداريًا لتاسيفت. يقدر عدد سكانها بـ 1960 نسمة حسب الإحصاء الرسمي للسكان والسكنى لسنة 2004.